# Jan Uitham
Jan Uitham (Noorderhoogebrug, 2 januari 1925 – Ten Boer, 20 april 2019) was een Nederlands schaatser, bekend geworden door het schaatsen van langeafstandswedstrijden en marathons.

## Biografie
Zijn bijnaam is Kampioen der Verslagenen. Anders dan die naam doet vermoeden won hij wel een belangrijke wedstrijd, namelijk de Noorder Rondritten van 1963. Uitham debuteerde als 17-jarige in de Elfstedentocht van 1942.
De Elfstedentocht reed hij in totaal zes keer (1942, 1956, 1963, 1985, 1986 en 1997). Zijn beste resultaat behaalde hij in de barre Tocht der Tochten van 1963: hij werd tweede achter Reinier Paping, maar voor de grote favorieten Jeen van den Berg en Anton Verhoeven.
Hij beëindigde zijn schaatscarrière op 62-jarige leeftijd. Na zijn schaatsloopbaan bleef de landbouwer wonen op zijn boerderij in Noorderhoogebrug. Hij was bij Provinciale Statenverkiezingen in de provincie Groningen en gemeenteraadsverkiezingen in de gemeente Groningen meerdere keren lijstduwer voor de lokale partijen De Groningers en de Partij voor het Noorden. De laatste keer kort voor zijn overlijden bij de Provinciale Statenverkiezingen 2019.
In juni 2009 kreeg Uitham bij de presentatie van het boek Jan Uitham - Tjonge, wat een kerel een koninklijke onderscheiding opgespeld door toenmalig PvdA-burgemeester Jacques Wallage en werd hij benoemd tot lid in de Orde van Oranje-Nassau. Datzelfde jaar fietste hij de Alpe d'Huez op. Hij was toen 84 jaar.

### Privéleven
Na het beëindigen van de Tweede Wereldoorlog werd Uitham opgeroepen voor de dienstplicht en werd hij overgebracht naar Soerabaja op Oost-Java. Hier werd hij tijdens de Indonesische Onafhankelijkheidsoorlog ingedeeld bij de radiocommunicatiedienst. Hierna was Uitham betrokken bij de jaarlijkse herdenking van Nederlands-Indië in Groningen.
Uitham was een oom van Peter Rehwinkel, oud-burgemeester van Groningen. Zijn achterkleindochter, Aveline Hijlkema, is eveneens langebaanschaatser.
Uitham overleed in 2019 op 94-jarige leeftijd.

## Trivia
- Arriva heeft een van zijn treinen naar hem vernoemd, namelijk de 10228.[9]

- Gemeinsame Normdatei: 139943323
- International Standard Name Identifier: 0000 0000 7350 039X
- Nederlandse Thesaurus van Auteursnamen: 319015033
- Virtual International Authority File: 103267666